# Úrín gol
Úrín gol (mongolsky Үүрийн гол) je řeka v Mongolsku (Chövsgölský ajmag). Je 331 km dlouhá. Povodí má rozlohu 12 300 km².

## Průběh toku
Pramení na jižních svazích Východních Sajan. Teče převážně v mezihorské dolině. Ústí zleva do řeky Egín gol (povodí Selengy), jejímž je největším přítokem.

## Vodní stav
Nejvíce vody řekou protéká na jaře. V létě může docházet k povodním v důsledku dešťů. V zimě zamrzá.